# Catcott
Catcott is een civil parish in het bestuurlijke gebied Sedgemoor, in het Engelse graafschap Somerset met 531 inwoners.